# Gymnothorax bacalladoi
Gymnothorax bacalladoi es una especie de pez de la familia de los morénidas en el orden de los Anguilliformes. En las Islas Canarias el nombre común es Murión atigrado.

## Morfología
Los machos pueden llegar a alcanzar los 34,7 cm de longitud total.

## Filogenia
Esta especie difiere claramente de otras morenas atlánticas en la morfología de los dientes y la línea lateral, características en las que se parece más a algunas especies de su género propias del área indopacífica. Por ello se pensó que podía ser un caso de paleoendemismo y que su origen se remontara hasta la época del Mar de tetis. No obstante un estudio basado en la comparación del ADN mitocondrial llevado a cabo en 2009 apunta que la especie más cercana es Gymnothorax maderensis, que también presenta distribución atlántica

## Distribución geográfica
Endemismo de la Macaronesia, aparece en Cabo Verde, Madeira y las Islas Canarias. En este último archipiélago sólo aparece en las islas de Tenerife y La Gomera, conociéndose desde su descubrimiento en los años 1980 sólo en las localidades de Santa Cruz de Tenerife en la primera y Playa Santiago en la segunda. No obstante en los últimos años se ha constatado su presencia en otras zonas de Tenerife como Güímar, El Porís de Abona, Playa Paraíso y Alcalá. En 2002 se llevó a cabo una búsqueda concienzuda de esta especie en amplias zonas idóneas de La Gomera y como resultado se halló un ejemplar en Playa del Ancón Grande, en el municipio de Vallehermoso. Es posible que su distribución en el archipiélago sea más amplia que la conocida, pero que su presencia halla pasado desapercibida por sus hábitos nocturnos y tímidos

## Biología
Es un pez bentónico. Vive en zonas de fondos rocosos y con presencia de algas calcáreas entre los 5 y los 20 metros de profundidad. Prefiere los lugares en los que existen grietas y oquedades donde refugiarse. Es una especie nocturna y esquiva con el hombre.

## Pesca
Se captura ocasionalmente en algún tambor destinado a la pesca de morenas. Carece de interés pesquero debido a su pequeño tamaño. 